# Jacquemontia acrocephala
Jacquemontia acrocephala är en vindeväxtart som beskrevs av Carl Daniel Friedrich Meisner. Jacquemontia acrocephala ingår i släktet Jacquemontia och familjen vindeväxter. Inga underarter finns listade i Catalogue of Life.